# Antroposfär
Antroposfären (ibland benämnd teknosfären) är det område som är gjord eller modifierad av människor för användandet av mänsklig aktivitet och boende.
Begreppet har skapats i analogi med biosfären.